# Hory Solné komory

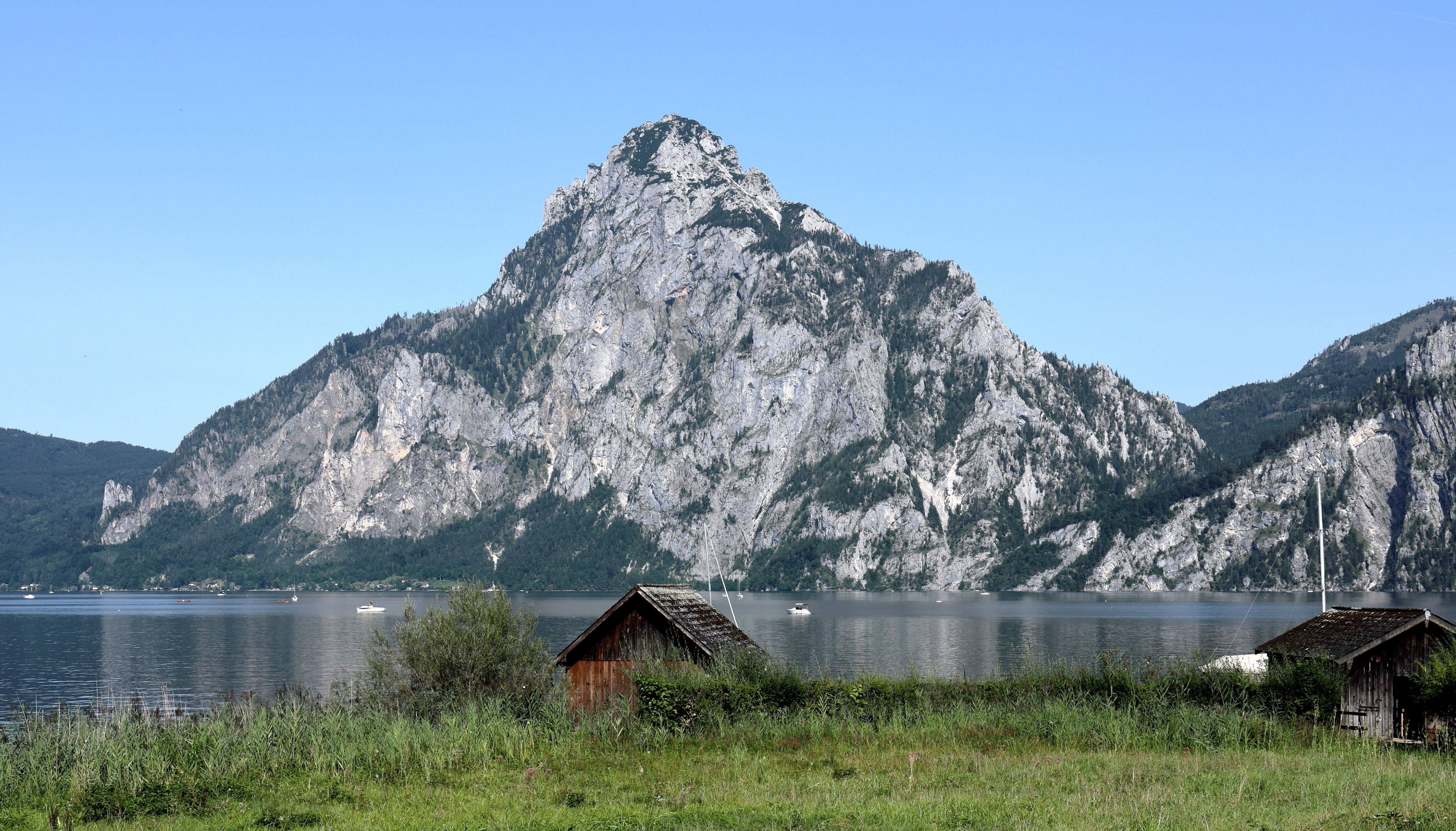
Traunstein od Travnského jezera

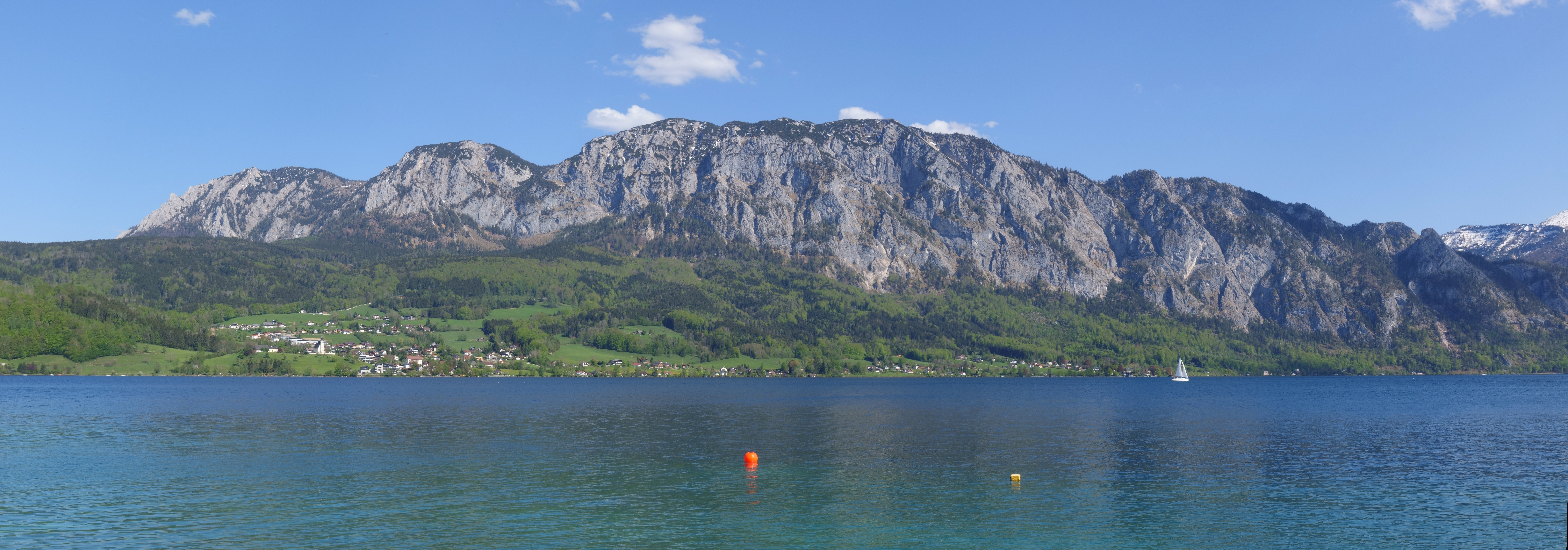
Atterské jezero a Höllengebirge

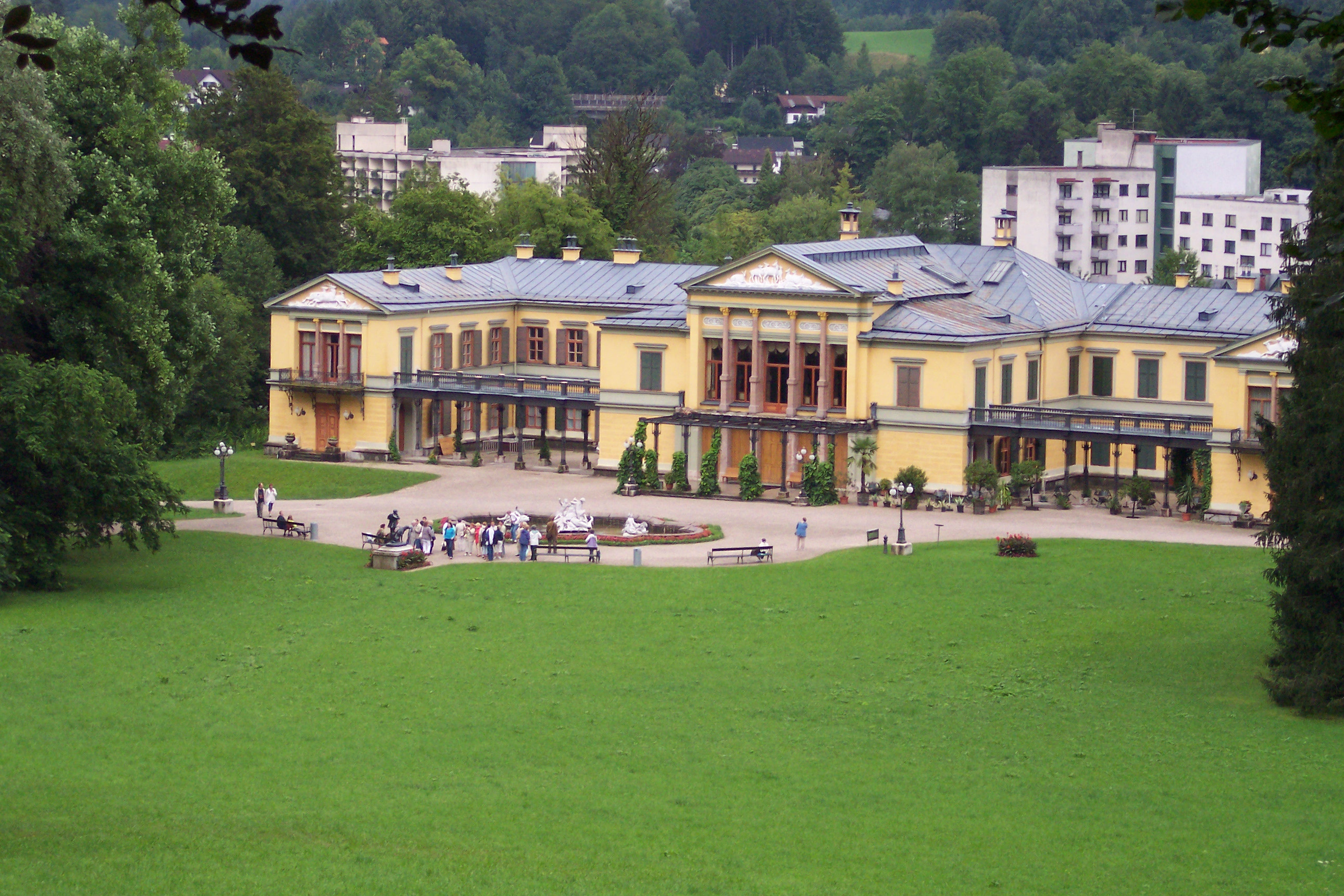
Císařská vila ve městě Bad Ischl

Hory Solné komory (německy Salzkammergutberge) jsou pohoří, které zahrnuje horské hřbety v rakouské jezerní oblasti Solné komory.
Svou krajinou je to jedna z nejkrásnějších horských oblastí Rakouska. Proto patří k nejvyhledávanějším přírodním oblastem Evropy. Největším přírodním bohatstvím jsou vápencové štíty a jezera. Na jejich březích vyrostlo několik lázeňských městeček a středisek. Celé pohoří je doslova prošpikováno desítkami kilometrů značených turistických cest.

## Poloha a geologie
Pohoří zaujímá plochu 1750 km². Hranice vymezené oblasti tvoří na západě údolí řeky Salzach a hlavní město spolkové země Salcbursko – Salcburk. Od na jihu ležícího masivu Tennengebirge jsou Salzkammergutberge odděleny tokem říčky Lammer a od masivu Dachsteinu potokem Rossbach a řekou Traun, která zároveň odděluje pohoří od Totes Gebirge. Na severu se celek hor Solné komory pozvolna svažuje do rovin v okolí řeky Ager. Geologicky se Salzkammergutberge skládají stejně jako okolní masivy především z vápence a dělí se do mnoha samostatných skupin.

### Členění horstva
Nejblíže Salcburku leží masiv Osterhorngruppe s nejvyšším vrcholem Salzkammergutberge – Gamsfeldem – 2028 m n. m., který leží v příčně ležícím hřebeni vybíhajícím od sedla Pass Gschütt. Na severovýchodní hranici hor se nad jezerem Wolfgangsee vypíná další horský celek – Schafberg – 1780 m n. m., který svým ostrým zobákem ční mezi jezery. Na západ se táhne východním směrem vápencová hradba masivu Höllengebirge s nejvyšším vrcholem Grosser Höllkogel – 1862 m n. m. Další horská skupina Salzach – Vorberge má pro svou malou výšku menší turistický význam.

## Jezera
Na celém území Solné komory najdeme více než dvě desítky jezer. Pouze několik jich však má větší význam a svou rozlohou výrazně předčí ta ostatní. Jsou to Mondsee, Wolfgangsee, Atterské jezero, Travenské jezero, Altausseeské jezero, Halštatské jezero, Grundelské jezero a Schwarzenské jezero.

## Správní střediska
- Bad Ischl
- Gmunden
- Sankt Wolfgang